# Habrotrocha solida
Habrotrocha solida är en hjuldjursart som beskrevs av Donner 1949. Habrotrocha solida ingår i släktet Habrotrocha och familjen Habrotrochidae. Inga underarter finns listade i Catalogue of Life.